# Francis Lee (réalisateur)
Pour les articles homonymes, voir Francis Lee (homonymie) et Lee.
Francis Lee, né en 1969 à Soyland dans le Yorkshire de l'Ouest, est un réalisateur, acteur et scénariste anglais.

## Biographie
Francis Lee naît à Soyland dans le Yorkshire, près de Calderdale, dans une famille d'agriculteurs. Après ses études secondaires à la Ryburn Valley High School de Sowerby Bridge et au Wakefield District College, il poursuit ses études au Rose Brudford College, où il se spécialise dans le théâtre. Il fait ses débuts d'acteur à la télévision dans la série Peak Pratice en 1994. En 1999, il joue dans Topsy-Turvy de Mike Leigh, obtenant son premier rôle au cinéma.
Il se tourne vers la réalisation à partir de 2012 avec son premier court-métrage The Farmer’s Wife. Il obtient au festival international du film de Leeds de 2012 le prix Best Yorkshire Film.
Son premier long-métrage de fiction, Seule la terre, sort en 2017. Il le fait connaître au grand public. Il est également l'auteur du scénario du film qui est présenté au festival du film de Sundance 2017, et obtient le prix de réalisation au World Cinema. Il est également présenté à la section Panorama de la Berlinale de 2017. En France, Seule la terre remporte le Hitchcock d'or au Festival du film britannique de Dinard 2017. Ce film a été tourné dans les environs de Keighley dans le Yorkshire de l'Ouest, où Francis Lee a passé sa jeunesse dans la ferme familiale,.

## Filmographie sélective
Sauf indication contraire, les informations mentionnées dans cette section peuvent être confirmées par la base de données cinématographiques IMDb,  présente dans la section « Liens externes ».

### Acteur
- 1999 : Topsy-Turvy de Mike Leigh : Butt
- 2001 : Me Without You de Sandra Goldbacher : Paul

### Réalisateur et scénariste

#### Longs-métrages
- 2017 : Seule la terre (God’s Own Country)
- 2019 : Ammonite

#### Courts-métrages
- 2012 : The Farmer’s Wife
- 2013 : Bradford Halifax London
- 2014 : The Last Smallholder

## Distinctions

### Récompenses
- Festival du film de Sundance 2017 : Prix de la mise en scène dans la catégorie fictions internationales (Seule la terre)

### Nominations
- 20e cérémonie des British Independent Film Awards : Meilleur scénario, meilleur réalisateur et meilleur premier film (Seule la terre)
- 71e cérémonie des British Academy Film Awards : Meilleur film britannique (Seule la terre)
- Berlinale 2017 : Teddy Award du meilleur premier film